# Митрофановка (Асінівський район)
Митрофа́новка (рос. Митрофановка) — присілок у складі Асінівського району Томської області, Росія. Входить до складу Новокусковського сільського поселення.

## Населення
Населення — 41 особа (2010; 65 у 2002).
Національний склад (станом на 2002 рік):
- росіяни — 94 %